# Kid Rodelo
Kid Rodelo è un film del 1966 diretto da Richard Carlson.

## Produzione
Il film fu girato in Spagna nei territori di: Alicante, Colmenar Viejo, Hoyo de Manzanares e Manzanares el Real.
Durante la lavorazione ad Alicante il regista Richard Carlson fu colto da un attacco di dolori allo stomaco che richiesero il ricovero in ospedale; durante la sua degenza le riprese continuarono sotto la direzione del produttore esecutivo Ellis Sard.

## Accoglienza

### Critica
(Vice, La Stampa, 14 luglio 1966)